# Gustav Traun
Gustav Traun (* 10. Januar 1844 in Cilli; † 7. September 1904 in Klagenfurt) war ein österreichischer Hof- und Gerichtsadvokat und Politiker.

## Leben
Traun war der Sohn des Advokaten in Cilli Jakob Traun (1803–1884) und dessen Ehefrau Ludovika geb. Pesiak (1811–1894). Er war römisch-katholisch und heiratete am 24. April 1876 Modesta Menner (* 17. April 1854). Aus der Ehe gingen zwei Töchter und zwei Töchter und zwei Söhne hervor.
Traun absolvierte ein Jus-Studium, welches er mit der Promotion zum Dr. jur. abschloss. Er wurde Rechtsanwalts-Konzipient und ab September 1872 Rechtsanwalt in Klagenfurt. Von 1871 bis 1883 war er Mitglied im Vorstand des Klagenfurter Männergesangsvereins und 1882 Bundesobmann des Kärntner Sängerbundes. Er ist auf dem Friedhof St. Ruprecht begraben.
Er war Mitglied des Klagenfurter Gemeinderats. Vom 26. September 1882 (Nachwahl vom 25. April 1882 nach dem Rücktritt von Josef Naredi) bis zu seinem Rücktritt am 1. Mai 1893 war er Abgeordneter im Kärntner Landtag. Er gehörte dem Klub Deutschliberale an und war in der 
- V. Wahlperiode von 1882 bis 1884 Mitglied des juridisch-politischen und des Ausschusses für Bauten und Kommunikation
- VI. Wahlperiode von 1884 bis 1890 Mitglied des Bau- und des juridisch-politischen Ausschusses
- VII. Wahlperiode von 1890 bis 1893 Mitglied des Finanz- und des juridisch-politischen Ausschusses